# Alla

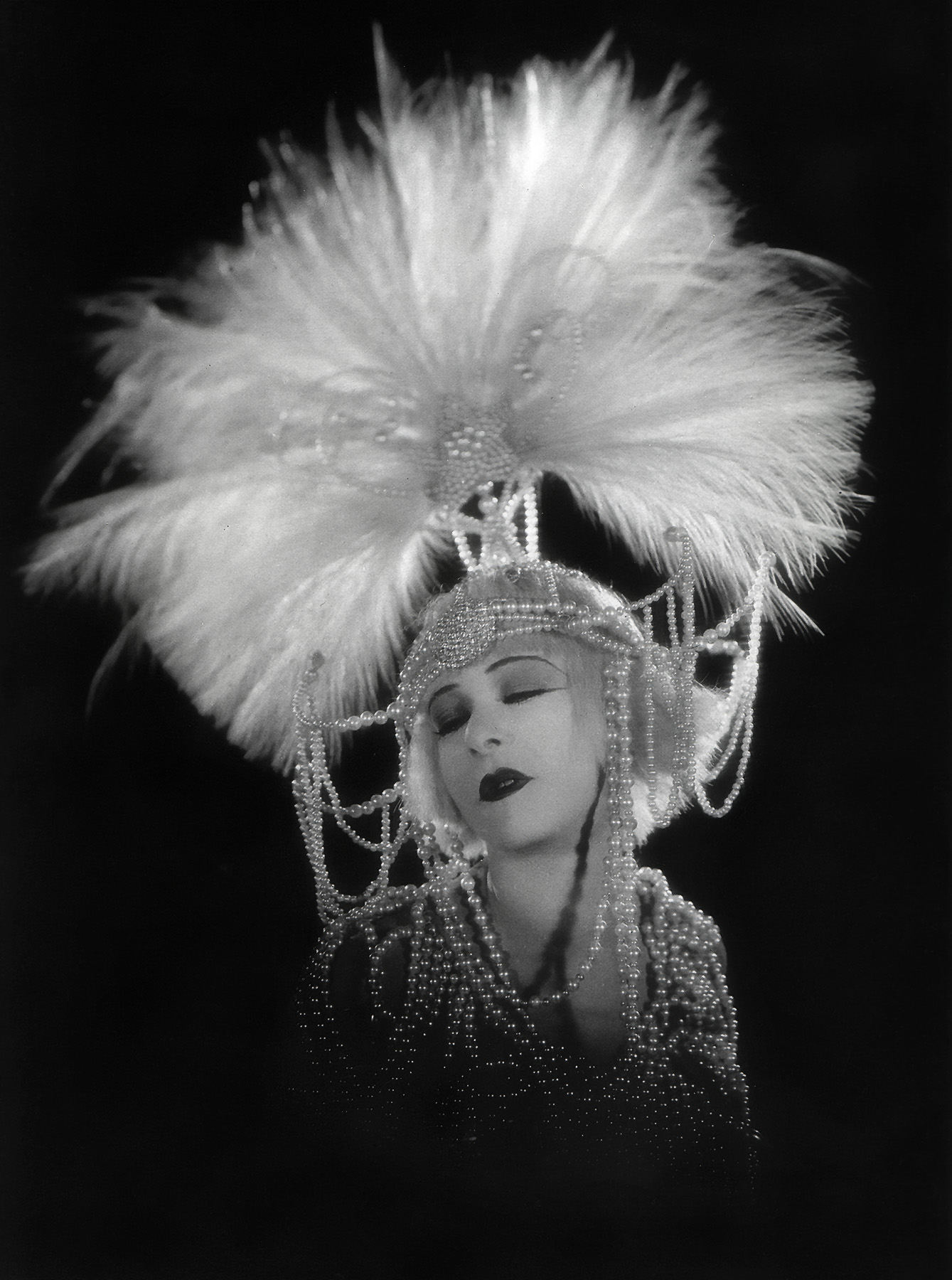
Alla Nazimova

Alla är ett kvinnonamn. Namnet härstammar troligtvis från Ryssland.
Den 31 december 2014 fanns det totalt 249 kvinnor folkbokförda i Sverige med namnet Alla, varav 181 bar det som tilltalsnamn.
Namnsdag i Sverige: saknas

## Personer med namnet Alla
- Alla Nazimova, rysk-amerikansk skådespelare
- Alla Pugatjova, rysk sångerska
- Alla Sizova, rysk ballerina
- Alla Sjelest, rysk ballerina och koreograf
- Alla Gevorgyan, Armenia